# Olympische Sommerspiele 2016/Teilnehmer (Mali)
| Gelbes Symbol für Goldmedaillen mit stilisierten Olympischen Ringen | Graues Symbol für Silbermedaillen mit stilisierten Olympischen Ringen | Braundes Symbol für Bronzemedaillen mit stilisierten Olympischen Ringen |
| ------------------------------------------------------------------- | --------------------------------------------------------------------- | ----------------------------------------------------------------------- |
| —                                                                   | —                                                                     | —                                                                       |

Mali nahm in Rio de Janeiro an den Olympischen Spielen 2016 teil. Es war die insgesamt 13. Teilnahme an Olympischen Sommerspielen.

## Teilnehmer nach Sportarten

### Judo
| Athleten      | Wettbewerb | 1. Runde | 1. Runde    | 2. Runde      | 2. Runde      | Viertelfinale | Viertelfinale | Halbfinale / Trostrunde | Halbfinale / Trostrunde | Finale / Platz 3 | Finale / Platz 3 | Rang |
| Athleten      | Wettbewerb | Gegner   | Ergebnis    | Gegner        | Ergebnis      | Gegner        | Ergebnis      | Gegner                  | Ergebnis                | Gegner           | Ergebnis         | Rang |
| ------------- | ---------- | -------- | ----------- | ------------- | ------------- | ------------- | ------------- | ----------------------- | ----------------------- | ---------------- | ---------------- | ---- |
| Männer        |            |          |             |               |               |               |               |                         |                         |                  |                  |      |
| Ayouba Traoré | bis 100 kg | C. Maret | 000s0:100s0 | ausgeschieden | ausgeschieden | ausgeschieden | ausgeschieden | ausgeschieden           | ausgeschieden           | ausgeschieden    | ausgeschieden    | 17   |

### Leichtathletik
Laufen und Gehen
| Athleten       | Wettbewerb | Vorlauf | Vorlauf | Halbfinale    | Halbfinale    | Finale        | Finale        | Rang |
| Athleten       | Wettbewerb | Zeit    | Rang    | Zeit          | Rang          | Zeit          | Rang          | Rang |
| -------------- | ---------- | ------- | ------- | ------------- | ------------- | ------------- | ------------- | ---- |
| Frauen         |            |         |         |               |               |               |               |      |
| Djénébou Danté | 400 m      | 52,85 s | 42      | ausgeschieden | ausgeschieden | ausgeschieden | ausgeschieden | 42   |

 Springen und Werfen 
| Athleten           | Wettbewerb | Qualifikation | Qualifikation | Finale        | Finale        | Rang |
| Athleten           | Wettbewerb | Weite/Höhe    | Rang          | Weite/Höhe    | Rang          | Rang |
| ------------------ | ---------- | ------------- | ------------- | ------------- | ------------- | ---- |
| Männer             |            |               |               |               |               |      |
| Mamadou Chérif Dia | Dreisprung | 16,47 m       | 24            | ausgeschieden | ausgeschieden | 24   |

### Schwimmen
| Athleten             | Wettbewerb          | Vorlauf | Vorlauf | Halbfinale    | Halbfinale    | Finale        | Finale        | Rang |
| Athleten             | Wettbewerb          | Zeit    | Rang    | Zeit          | Rang          | Zeit          | Rang          | Rang |
| -------------------- | ------------------- | ------- | ------- | ------------- | ------------- | ------------- | ------------- | ---- |
| Frauen               |                     |         |         |               |               |               |               |      |
| Fatoumata Samassekou | 50 m Freistil       | 33,71 s | 81      | ausgeschieden | ausgeschieden | ausgeschieden | ausgeschieden | 81   |
| Männer               |                     |         |         |               |               |               |               |      |
| Oumar Touré          | 100 m Schmetterling | 57,56 s | 41      | ausgeschieden | ausgeschieden | ausgeschieden | ausgeschieden | 41   |

### Taekwondo
| Athleten         | Wettbewerb        | Achtelfinale | Achtelfinale | Viertelfinale | Viertelfinale | Halbfinale    | Halbfinale    | Hoffnungsrunde Halbfinale | Hoffnungsrunde Halbfinale | Match um Bronze | Match um Bronze | Finale        | Finale        | Rang          |
| Athleten         | Wettbewerb        | Gegner       | Ergebnis     | Gegner        | Ergebnis      | Gegner        | Ergebnis      | Gegner                    | Ergebnis                  | Gegner          | Ergebnis        | Gegner        | Ergebnis      | Rang          |
| ---------------- | ----------------- | ------------ | ------------ | ------------- | ------------- | ------------- | ------------- | ------------------------- | ------------------------- | --------------- | --------------- | ------------- | ------------- | ------------- |
| Männer           |                   |              |              |               |               |               |               |                           |                           |                 |                 |               |               |               |
| Ismaël Coulibaly | Klasse über 80 kg | Milad Beigi  | 6:13         | ausgeschieden | ausgeschieden | ausgeschieden | ausgeschieden | ausgeschieden             | ausgeschieden             | ausgeschieden   | ausgeschieden   | ausgeschieden | ausgeschieden | ausgeschieden |